# Dominik Duka
Dominik Jaroslav Duka (Hradec Králové, 26. travnja 1943.), je umirovljeni 36. nadbiskup Praške nadbiskupije i kardinal Rimokatoličke Crkve, imenovan od strane pape Benedikta XVI. Prije je obnašao dužnost biskupa u rodnom Kraljičinom Gradcu. Sudjelovao je na Papinskoj konklavi 2013. kao jedan od 60 europskih kardinala i jedini češki kardinal.

## Životopis

### Rane godine
Dominik Duka rođen je 26. travnja 1943. u gradu Hradec Králové, na sjeveru Češke, na ušću rijeke Orlice u Labu, kao sin časnika (i vatrogasca) koji je bio član RAF Corsforda tijekom Drugog svjetskog rata. 6. siječnja 1969. položio je privremene zavjete Dominikanskom redu, a 22. lipnja 1970. zaredio se za svećenika. Prvih nekoliko godina bio je župnik u raznim župama diljem Praške nadbiskupije da bi 7. siječnja 1972. položio vječne zavjete kao dominikanac.
Godine 1975. komunistička vlada Čehoslovačke oduzeta su mu odobrenja za rad u svetoj službi. Gotovo petnaest godina, sve do Baršunaste Revolucije u studenom 1989., radio je kao dizajner u tvornici automobila Škoda u Plzeňu. U međuvremenu je tajno djelovao kao voditelj vjeronauka i profesor teologije, a teologiju je studirao na Teološkom fakultetu u Litoměřicama. 1979. dobio je diplomu iz teologije na Teološkom fakultetu Sv. Ivana Krstitelja u Varšavi, u Poljskoj. Tijekom 1981. i 1982. bio je zatvorenik u Plzeňu, a slabljenjem komunističke vlasti, od 1986. do 1998. godine, bio je dominikanski provincijal u Bohemiji i Moravskoj.
Nakon Pada komunizma izabran je kao savezni predsjednik Konferencije glavnih poglavara u godinama 1992. – 1996., a kasnije i kao dopredsjednik Unije europskih konferencija glavnih poglavara. 1990. i 1991. radio je kao profesor na sveučilištu Palacký u Olomoucu na smjeru teologije.

### Episkopat
Dana 6. lipnja 1998. obaviješten je da je jedan od kandidata za biskupa Kraljičinog Gradca, a pokazavši se najboljim kandidatom, proglašen je biskupom 26. rujna 1998. Svoju biskupsku službu je napustio 13. veljače 2010. kada ga je papa Benedikt XVI. proglasio nadbiskupom Praške nadbiskupije u Katedrali Sv. Vida u Pragu. Na svoje uzdignuće na nadbiskupa Duka je rekao:
Ubrzo nakon proglašenja nadbiskupom, Duka se morao suočiti s problemom povrata crkvene imovine, koju je bila oduzela Komunistička Partija Čehoslovačke u sklopu nacionalizacije i uvođenja javnog, državnog vlasništva. Uglavnom se veći dio te imovine ni do dan danas nije vratio, ili je ostao zaboravljen u administracijskim dopisnicama i geodetskim i snimanjima zemljišta. Zbog toga je Češka jedna od posljednjih zemalja koja o tome nije ratificirala (potpisala) ugovor o povratu zemljišta. Nakon prethodnih neuspjelih pokušaja bilo kakvog dogovora, poglavito u vrijeme kardinala Miloslava Vlka, koji je s češkom vladom od 2008. godine dogovarao plan koji je prihvaćen u siječnju 2012., prema kojoj su katoličke i protestanstke zajednice trebale dobiti 56% svojih nekadašnjih posjeda, koji su sada u vlasništvu države. Vrijednost tih zemljišta tada je iznosila 75 milijardi kruna (3,7 milijardi američkih dolara) uz iznos novčane naknade koji se država obvezala isplaćivati tijekom trideset godina od stupanja ugovora na snagu, a iznos naknade je 59 milijardi kruna (2,9 milijardi američkih dolara). Tako će nakon sedamdeset godina država biti bez ikakvih obveza prema kršćanskim zajednicama, kojima je nanesena šteta tijekom 50 godina komunističkog režima u Čehoslovačkoj.

### Kardinal
Dana 18. veljače 2012. u Rimu je dobio naslov kardinala-svećenika, a 21. travnja 2012. postaje članom Pontifikatskoga vijeća mira i pravde, pod upravom Rimske kurije.
Bio je nositelj odlikovanja Reda velikog križa i Reda svetog Lazara. Red Velikog križa oduzet mu je 1. siječnja 2021. izbacivanjem iz Reda svetog Lazara.
Bio je jedan od kardinala na Papinskoj konklavi 2013. koja je izabrala papu Franju.
Papa Franjo ga je 13. svibnja 2022. umirovio te na njegovo mjesto praškog nadbiskupa postavio olomoučkog nadbiskupa Jana Graubnera.

## Vanjske poveznice
- Dominik Duka na Catholic Hierarchy website (engl.)

| Titule u Katoličkoj Crkvi | Titule u Katoličkoj Crkvi | Titule u Katoličkoj Crkvi |
| ------------------------- | ------------------------- | ------------------------- |
| prethodnik Miloslav Vlk   | praški nadbiskup 2010. -  | nasljednik -              |